# Ronde van Frankrijk 2010/Zestiende etappe
De zestiende etappe van de Ronde van Frankrijk 2010 werd verreden op dinsdag 20 juli 2010 over een afstand van 199,5 kilometer van Bagnères-de-Luchon naar Pau.
Deze etappe was een bergetappe met twee bergen van de eerste categorie na 11 km en na 42,5 km en twee bergen van de buitencategorie, de Col du Tourmalet na 72 km en de Col d'Aubisque na 138 km. De 2155 meter hoge Col du Tourmalet was de hoogste doorkomst van deze tour en wordt ook in de volgende etappe aangedaan. Na de laatste col waren er tussensprints in Bielle na 164,5 kilometer en in Gan na 185,5 kilometer.

## Verloop
Pierrick Fédrigo van Bouygues won de etappe in de sprint van een kopgroep van negen. Carlos Barredo was op 44 km van de meet uit de kopgroep weggereden maar de Spanjaard strandde in het zicht van de haven. Armstrong streed constant mee van voren maar kwam tekort in de sprint waarin hij voor de finish al ophield met trappen. Geletruidrager Contador kwam op 6.45 over de meet in het peloton.

### Bergsprints
| Beklimming Col de Peyresourde na 11 km | Beklimming Col de Peyresourde na 11 km | Beklimming Col de Peyresourde na 11 km | 1e cat. 11 km à 7,4 % | 1e cat. 11 km à 7,4 % |
| Plaats                                 | Naam                                   | Naam                                   | Punten                |                       |
| Winnaar                                | Sylwester Szmyd                        | Sylwester Szmyd                        | 15                    |                       |
| 2                                      | Anthony Charteau                       | Anthony Charteau                       | 13                    |                       |
| 3                                      | Roman Kreuziger                        | Roman Kreuziger                        | 11                    |                       |
| 4                                      | Matthew Lloyd                          | Matthew Lloyd                          | 9                     |                       |
| 5                                      | Eros Capecchi                          | Eros Capecchi                          | 8                     |                       |
| 6                                      | Ryder Hesjedal                         | Ryder Hesjedal                         | 7                     |                       |
| 7                                      | Bradley Wiggins                        | Bradley Wiggins                        | 6                     |                       |
| 8                                      | Lance Armstrong                        | Lance Armstrong                        | 5                     |                       |

| Beklimming Col d'Aspin na 42,5 km | Beklimming Col d'Aspin na 42,5 km | Beklimming Col d'Aspin na 42,5 km | 1e cat. 12,3 km à 6,3 % | 1e cat. 12,3 km à 6,3 % |
| Plaats                            | Naam                              | Naam                              | Punten                  |                         |
| Winnaar                           | Anthony Charteau                  | Anthony Charteau                  | 15                      |                         |
| 2                                 | Sandy Casar                       | Sandy Casar                       | 13                      |                         |
| 3                                 | Roman Kreuziger                   | Roman Kreuziger                   | 11                      |                         |
| 4                                 | Ryder Hesjedal                    | Ryder Hesjedal                    | 9                       |                         |
| 5                                 | Carlos Sastre                     | Carlos Sastre                     | 8                       |                         |
| 6                                 | Rui Costa                         | Rui Costa                         | 7                       |                         |
| 7                                 | Eros Capecchi                     | Eros Capecchi                     | 6                       |                         |
| 8                                 | Lance Armstrong                   | Lance Armstrong                   | 5                       |                         |

| Beklimming Col du Tourmalet na 72 km | Beklimming Col du Tourmalet na 72 km | Beklimming Col du Tourmalet na 72 km | HC cat. 17,1 km à 7,3 % | HC cat. 17,1 km à 7,3 % |
| Plaats                               | Naam                                 | Naam                                 | Punten                  |                         |
| Winnaar                              | Christophe Moreau                    | Christophe Moreau                    | 20                      |                         |
| 2                                    | Pierrick Fédrigo                     | Pierrick Fédrigo                     | 18                      |                         |
| 3                                    | Damiano Cunego                       | Damiano Cunego                       | 16                      |                         |
| 4                                    | Lance Armstrong                      | Lance Armstrong                      | 14                      |                         |
| 5                                    | Sandy Casar                          | Sandy Casar                          | 12                      |                         |
| 6                                    | Carlos Barredo                       | Carlos Barredo                       | 10                      |                         |
| 7                                    | Rubén Plaza                          | Rubén Plaza                          | 8                       |                         |
| 8                                    | Christopher Horner                   | Christopher Horner                   | 7                       |                         |
| 9                                    | Jurgen Van De Walle                  | Jurgen Van De Walle                  | 6                       |                         |
| 10                                   | Ignatas Konovalovas                  | Ignatas Konovalovas                  | 5                       |                         |

| Beklimming Col d'Aubisque na 138 km | Beklimming Col d'Aubisque na 138 km | Beklimming Col d'Aubisque na 138 km | HC cat. 29,2 km à 4,2 % | HC cat. 29,2 km à 4,2 % |
| Plaats                              | Naam                                | Naam                                | Punten                  |                         |
| Winnaar                             | Christophe Moreau                   | Christophe Moreau                   | 40                      |                         |
| 2                                   | Pierrick Fédrigo                    | Pierrick Fédrigo                    | 36                      |                         |
| 3                                   | Christopher Horner                  | Christopher Horner                  | 32                      |                         |
| 4                                   | Rubén Plaza                         | Rubén Plaza                         | 28                      |                         |
| 5                                   | Lance Armstrong                     | Lance Armstrong                     | 24                      |                         |
| 6                                   | Damiano Cunego                      | Damiano Cunego                      | 20                      |                         |
| 7                                   | Carlos Barredo                      | Carlos Barredo                      | 16                      |                         |
| 8                                   | Jurgen Van De Walle                 | Jurgen Van De Walle                 | 14                      |                         |
| 9                                   | Sandy Casar                         | Sandy Casar                         | 12                      |                         |
| 10                                  | Ignatas Konovalovas                 | Ignatas Konovalovas                 | 10                      |                         |

### Tussensprints
| Tussensprint Bielle na 164,5 km |                   |        |
| Plaats                          | Naam              | Punten |
| Winnaar                         | Carlos Barredo    | 6      |
| 2                               | Christophe Moreau | 4      |
| 3                               | Lance Armstrong   | 2      |

| Tussensprint Gan na 185,5 km |                     |        |
| Plaats                       | Naam                | Punten |
| Winnaar                      | Carlos Barredo      | 6      |
| 2                            | Christophe Moreau   | 4      |
| 3                            | Jurgen Van De Walle | 2      |

## Rituitslag
| Plaats  | Naam                | Ploeg               | Tijd      |
| ------- | ------------------- | ------------------- | --------- |
| Winnaar | Pierrick Fédrigo    | Bbox Bouygues       | 5u31'43"  |
| 2       | Sandy Casar         | FDJ                 | z.t.      |
| 3       | Rubén Plaza         | Caisse d'Epargne    | z.t.      |
| 4       | Damiano Cunego      | Lampre-Farnese Vini | z.t.      |
| 5       | Chris Horner        | Team RadioShack     | z.t.      |
| 6       | Lance Armstrong     | Team RadioShack     | z.t.      |
| 7       | Jurgen Van De Walle | Quick Step          | z.t.      |
| 8       | Christophe Moreau   | Caisse d'Epargne    | z.t.      |
| 9       | Carlos Barredo      | Quick Step          | op 00'28" |
| 10      | Thor Hushovd        | Cervélo             | op 06'45" |
|         |                     |                     |           |
| 37      | Robert Gesink       | Rabobank            | op 06'45" |

## Strijdlustigste renner
|  | Renner         | Ploeg      |
|  | -------------- | ---------- |
|  | Carlos Barredo | Quick Step |

## Algemeen klassement
| Plaats    | Naam                  | Ploeg              | Tijd      |
| --------- | --------------------- | ------------------ | --------- |
| Gele trui | Alberto Contador      | Astana             | 78u29'10" |
| 2         | Andy Schleck          | Team Saxo Bank     | + 0'08"   |
| 3         | Samuel Sánchez        | Euskaltel-Euskadi  | + 2'00"   |
| 4         | Denis Mensjov         | Rabobank           | + 2'13"   |
| 5         | Jurgen Van den Broeck | Omega Pharma-Lotto | + 3'39"   |
| 6         | Robert Gesink         | Rabobank           | + 5'01"   |
| 7         | Levi Leipheimer       | Team RadioShack    | + 5'25"   |
| 8         | Joaquim Rodríguez     | Team Katusha       | + 5'45"   |
| 9         | Aleksandr Vinokoerov  | Astana             | + 7'12"   |
| 10        | Ryder Hesjedal        | Garmin-Transitions | + 7'51"   |

## Nevenklassementen

### Puntenklassement
| Plaats      | Naam                | Ploeg               | Punten |
| ----------- | ------------------- | ------------------- | ------ |
| Groene trui | Thor Hushovd        | Cervélo             | 191    |
| 2           | Alessandro Petacchi | Lampre-Farnese Vini | 187    |
| 3           | Mark Cavendish      | Team HTC-Columbia   | 162    |
|             |                     |                     |        |
| 13          | Jürgen Roelandts    | Omega Pharma-Lotto  | 81     |
| 29          | Robert Gesink       | Rabobank            | 45     |

### Bergklassement
| Plaats        | Naam              | Ploeg                 | Punten |
| ------------- | ----------------- | --------------------- | ------ |
| Bolletjestrui | Anthony Charteau  | Bbox Bouygues Télécom | 143    |
| 2             | Christophe Moreau | Caisse d'Epargne      | 128    |
| 3             | Damiano Cunego    | Lampre-Farnese Vini   | 99     |
|               |                   |                       |        |
| 11            | Mario Aerts       | Omega Pharma-Lotto    | 65     |
| 16            | Robert Gesink     | Rabobank              | 46     |

### Jongerenklassement
| Plaats     | Naam             | Ploeg              | Tijd        |
| ---------- | ---------------- | ------------------ | ----------- |
| Witte trui | Andy Schleck     | Team Saxo Bank     | 78u29'18"   |
| 2          | Robert Gesink    | Rabobank           | op 04'53"   |
| 3          | Roman Kreuziger  | Liquigas-Doimo     | op 07'50"   |
|            |                  |                    |             |
| 13         | Francis De Greef | Omega Pharma-Lotto | op 2u00'43" |

### Ploegenklassement
| Plaats | Ploeg            | Tijd       |
| ------ | ---------------- | ---------- |
| 1      | Team RadioShack  | 235h24'46" |
| 2      | Caisse d'Epargne | op 04'27"  |
| 3      | Rabobank         | op 30'53"  |

## Opgaves
- Iban Mayoz (Footon-Servetto-Fuji) (niet gestart)
- Bram Tankink (Rabobank) (niet gestart)